# Раймунд I (виконт Нарбонны)

Раймон I (р. ок.960 — ум. между 1019 и 22 марта 1023) — виконт Нарбонна с 969. Сын Матфреда де Нарбонн и его жены Аделаис (ум. 990).
Наследовал отцу в 969 году. До совершеннолетия находился под опекой матери.
В 1019 году умер брат Раймона — Эрменго, архиепископ Нарбонна, и виконт продал своё право назначить ему преемника графу Гифреду де Сердань. Тот назначил архиепископом своего малолетнего сына Гифреда. Это привело к тому, что к середине XI века город вышел из подчинения виконтов.
Жена (свадьба до 990 г.) — Рихардис (ум. после 7 июня 1032), происхождение не установлено. Дети:
- Эрменго (р. до 990)
- Беренгер (ум. 1067), виконт Нарбонна
- Гильом (ум. после 22 марта 1023)
- Бернар (ум. после 23 января 1051), архидиакон.